# Under a Violet Moon
Under a Violet Moon es el segundo álbum de la banda Blackmore's Night que fue lanzado en julio de 1999 por la discográfica Steamhammer US. La canción "Castles and Dreams" da nombre en 2005 al primer DVD de la banda.

## Canciones
1. "Under a Violet Moon" – 4:23
2. "Castles and Dreams" – 3:33
3. "Past Time with Good Company – 3:24 (Escrita por el rey Enrique VIII de Inglaterra)
4. "Morning Star" – 4:41
5. "Avalon" – 3:03
6. "Possum Goes to Prague" – 1:13
7. "Wind in the Willows" – 4:12
8. "Gone with the Wind" – 5:24
9. "Beyond the Sunset" – 3:45
10. "March the Heroes Home" – 4:39
11. "Spanish Nights (I Remember It Well)" – 5:23
12. "Catherine Howard's Fate" – 2:34
13. "Fool's Gold" – 3:32
14. "Durch den Wald zum Bach Haus" – 2:31
15. "Now and Then" – 3:11 (Basada en el Preludio en C de J.S. Bach)
16. "Self Portrait" – 3:19

- Datos: Q1930021